# Калиновка (Бижбулякский район)
Калиновка (баш. Калиновка) — деревня в Бижбулякском районе Башкортостана, относится к Бижбулякскому сельсовету. Проживают чуваши.
С 2005 — современный статус.

## История
До 2005 года входил в Тельмановский сельсовет. После объединения Тельмановского и Бижбулякского сельсоветов входит в состав последнего (Закон Республики Башкортостан «Об изменениях в административно-территориальном устройстве Республики Башкортостан, изменениях границ и преобразованиях муниципальных образований в Республике Башкортостан» от 17 декабря 2004 года N 125-з).
Статус деревня, сельского населённого пункта, посёлок получил согласно Закону Республики Башкортостан от 20 июля 2005 года N 211-з «О внесении изменений в административно-территориальное устройство Республики Башкортостан в связи с образованием, объединением, упразднением и изменением статуса населенных пунктов, переносом административных центров», ст.1:

6. Изменить статус следующих населенных пунктов, установив тип поселения — деревня:

5) в Бижбулякском районе:…

м) поселка Калиновка Бижбулякского сельсовета

## Географическое положение
Расстояние до:
- районного центра (Бижбуляк): 6 км,
- центра сельсовета (Бижбуляк): 6 км,
- ближайшей ж/д станции (Приютово): 35 км.

## Население
| 2002 | 2009 | 2010 |
| ---- | ---- | ---- |
| 130  | ↘107 | ↗109 |

Национальный состав
Согласно переписи 2002 года, преобладающая национальность — чуваши (74 %).